# Самоодбрана Републике Пољске
Самоодбрана Републике Пољске (пољ. Samoobrona Rzeczypospolitej Polskiej, скраћено SO или SRP) је политичка партија у Пољској настала 10. јануара 1992. године. Први председник Самоодбране је био Анджеј Лепер (до 2011. године), а садашњи председник је Лех Куропатвински (од 2012. године).
На изборима за Европски Парламент 2004. године Самоодбрана је добила 10% гласова, чиме је освојила 6 од 54 места резервисаних за Пољску у Европском Парламенту.
На парламентарним изборима 2005. Самоодбрана је освојила 11,41% (1 347 355) гласова, чиме је заузела треће место и тиме постала најјача опозициона парламентарна странка.
По програму Самоодбрана је партија леве оријентације са многим видовима национализма и евроскептицизма, изразито наглашеном бригом за привреду, сељака и уопште радног човека, што је проузроковало да Самоодбрана у сеоским срединама добије подршку огромног дела становништва, док у урбаним срединама (у којима је по правилу животни стандарад вишеструко виши) има слабију подршку.
Као мото Самоодбрана је узела цитат Папе Јована Павла Другог (кога је Лепер и лично познавао) : „Не прихватамо тврдњу да је једина алтернатива комунизму капитализам“.
Од маја месеца 2006. године до јула месеца 2007. године Самоодбрана је била у Влади Републике Пољске, а њени чланови су добили следеће ресоре:
- Потпредседник Владе и министар пољопривреде: Анджеј Лепер
- Министарка рада и социјалне политике: Ана Калата
- Министар изградње: Анджеј Аумилер

На регионалним и локалним изборима углавном наступа у коалицији са националистичком десничарском Лигом пољских породица.